# Trece veces Sarah
Trece veces Sarah. Un proyecto de José Donayre es un libro que consta de trece relatos de autores peruanos, reunidos por José Donayre Hoefken.

## Tema
Los relatos giran en torno al personaje mítico de Sarah Ellen, vampira británica enterrada en Pisco.

## Prólogo
El proyecto editorial, así como el prólogo del libro estuvieron a cargo de José Donayre.

## Relatos
- Irma del Águila: ¿Quién teme a Sarah Ellen?
- Pedro Ugarte Valdivia: Signos y sombras
- John R. Ancka: Lo que el Padre CastelNoble le relató a Su Santidad
- Jorge Casilla: El cómplice nocturno
- Daniel Collazos: La procesión de los efímeros
- Alejandra P. Demarini: La deuda
- Carlos Freyre: Esperando a Sarah
- José Luis Guardia: No molesten a los muertos
- Isabel Sabogal: La vampira
- Jesús Salcedo: Sáquenme de aquí
- Moisés Sánchez Franco: La confesión
- Juan Carlos Townsend: Desde la tumba
- Jorge Ureta: Tres veces Gloria

## Portada e ilustraciones
La portada y las ilustraciones son de Raúl Quiroz Andía.

## Edición
El libro fue publicado en Lima por Ediciones Altazor en febrero del 2017.
ISBN 978-849-2114-39-9